# Ghiacciaio Schultz
Il ghiacciaio Schultz è un ghiacciaio lungo circa 7 km situato nella regione centro-occidentale della Dipendenza di Ross, in Antartide. Il ghiacciaio, il cui punto più alto si trova a circa 1300 m s.l.m., si trova in particolare all'estremità orientale della dorsale St. Johns, dove fluisce verso sud-est, costeggiando il versante settentrionale del picco Purgatory e quello occidentale del picco Pond, fino a unire il proprio flusso a quello del ghiacciaio Victoria inferiore.

## Storia
Il ghiacciaio Schultz è stato mappato dai membri della spedizione Terra Nova, condotta dal 1910 al 1913 e comandata dal capitano Robert Falcon Scott, ma è stato così battezzato solo in seguito dal Comitato consultivo dei nomi antartici in onore del tenente Robert L. Schultz, della marina militare statunitense, ufficiale in carica del distaccamento della forza di supporto navale invernale residente presso la stazione McMurdo nel 1975.